# Fremde
Das Fremde bezeichnet etwas, das als abweichend von Vertrautem wahrgenommen wird, das heißt, als etwas tatsächlich oder vermeintlich Andersartiges oder weit Entferntes.
Das kritische Bewusstsein für bewusste und unbewusste Vereinnahmungen und Ausgrenzungen des Fremden, die den Umgang mit ihm nicht nur im Alltag, sondern auch in der wissenschaftlichen Debatte prägen, hat sich zu einem wesentlichen Bestandteil der Thematisierung von Fremdem entwickelt. In der Forschung wird häufig von Alterität gesprochen, wenn man sich von solchen Zugangsweisen abgrenzen will.

## Psychologie
Die Erfahrung des Fremden prägt das menschliche Leben in vielen Bereichen: Entwicklungspsychologisch ist die Persönlichkeitsentwicklung eine permanente Differenzierung zwischen Fremdem und Eigenem, Fremdwahrnehmung und Selbstwahrnehmung, im ersten Lebensjahr im sogenannten Fremdeln, der Achtmonatsangst, aber auch in allen anderen Prozessen zur Bildung der eigenen Identität als Ich, als Person und als Zugehöriger und als Ausgeschlossener verschiedener Gruppen (Gruppendynamik, Ethnologie).
Menschen reagieren auf Fremdes mit so unterschiedlichen Emotionen und inneren Einstellungen wie Respekt, Neid, Sehnsucht und Angst. Fremdes kann Faszination, aber auch Ekel bewirken. Klassische Verhaltensmuster sind, sich Fremdes anzueignen oder sich von ihm abzugrenzen.
Wenn die Begegnung mit Fremdem – fremden Menschen, fremden Kulturen und fremden Religionen, aber auch fremden Seiten vertrauter Personen oder der eigenen Persönlichkeit – als Konfliktsituation erlebt wird, reagieren manche Menschen mit Abwehrmechanismen wie Verdrängung, Entwertung oder Idealisierung. Reaktionen auf Fremdes sind teilweise extrem abgrenzend, abwertend oder herabwürdigend; Was als fremd wahrgenommen wird, wird im Vergleich zum Eigenen als minderwertig klassifiziert (z. B. ethnisch fremde Menschen als Barbar, Untermensch, Kanake, siehe Ethnophaulismus) oder die Fremdheitserfahrung wird, z. B. durch Entmenschlichung und Dämonisierung, Ausländerfeindlichkeit und Rassismus verabsolutiert. Dies gilt nicht nur für fremde Menschen im ethnischen Sinne. Es bezieht sich auch auf einen (bestimmten) weiblichen Umgang mit Männlichkeit und männlichen Umgang mit Weiblichkeit als Fremdem; die Abwehr von eigenen Wünschen und Sehnsüchten, die als fremd wahrgenommen und unterdrückt werden.

## Philosophie

### Phänomenologie
Die grundlegende Einsicht der Phänomenologie, das jede Art von Wahrnehmung und Erfahrung aus einer bestimmten Perspektive stattfindet, und diese Perspektivität nicht von der Wahrnehmung abhebbar ist, sondern deren konstitutiver Bestandteil, ist für die philosophische Beschäftigung mit dem Fremden von besonderer Bedeutung. Fremd ist stets ein Relationsbegriff. Etwas oder jemand ist nicht fremd, sondern erscheint jemandem in einer bestimmten Situation in einer bestimmten Hinsicht als fremd. Im Blick auf den Begriff des Fremden selbst ist statt der Frage, was Fremdheit ist, die Frage, wo und wie etwas oder jemand als fremd wahrgenommen wird, dem Fremden angemessener. Edmund Husserl unterscheidet ausgehend von der phänomenalen Erfahrung strikt die zwei Sphären der Heim- oder Eigenwelt und der Fremdwelt. Während bei Husserl aber das Fremde methodisch bedingt vorwiegend aus der Perspektive des Ich wahrgenommen wird, legt zeitgenössische Phänomenologie Wert auf die Unterscheidung von Ich und Wir bei der Wahrnehmung des Fremden. Eine Kultur ist nie nur meine, sondern immer unsere Kultur – oder eine fremde Kultur. Die Empfindung, dass etwas nicht zu mir gehört, und das Gefühl, dass jemand nicht zu uns gehört, haben unterschiedliche Voraussetzungen und Konsequenzen. Emmanuel Levinas’ Philosophie des Anderen stellt die ständige Bezogenheit des Eigenen auf den Anderen als eines nie in meiner oder unserer Verfügungsgewalt Stehenden, der deshalb einen unbedingten ethischen Anspruch stellt, heraus. Levinas weitet seine Gedanken auf den Dritten und auf Gott als fremdes Gegenüber aus. Bernhard Waldenfels hat in vielen Detailstudien ausgearbeitet, wie das Fremde unsere Wahrnehmung angefangen von der eigenen Leiblichkeit bis hin zu umfassenden Systemen prägt und bestimmt:

### Politische Philosophie
In einer für den Ethnopluralismus der Neuen Rechten und der Identitären Bewegung bestimmenden Form wird von Carl Schmitt in seiner Schrift Der Begriff des Politischen die Beunruhigung, die das Fremde auslöst, als Indikator einer permanenten Bedrohung gedeutet. Diese angebliche latente Bedrohung des Eigenen durch das Fremde steht im Hintergrund seines politischen Ansatzes des Freund-Feind-Denkens. Fremde sind für ihn immer potenzielle Feinde. Schmitt folgert weiter, dass diese Bedrohung durch keine übergeordnete Instanz im Zaum gehalten werden kann, und es deshalb der Entscheidung der politisch betroffenen Akteure überlassen bleiben muss, ob sie das Fremde, d. h. die Menschen, die anders sind, bekämpfen.

„Der politische Feind braucht nicht moralisch böse, er braucht nicht ästhetisch häßlich zu sein; er muß nicht als wirtschaftlicher Konkurrent auftreten, und es kann vielleicht sogar vorteilhaft scheinen, mit ihm Geschäfte zu machen. Er ist eben der andere, der Fremde, und es genügt zu seinem Wesen, daß er in einem besonders intensiven Sinne existenziell etwas anderes und Fremdes ist, so daß im extremen Fall Konflikte mit ihm möglich sind, die weder durch eine im voraus getroffene generelle Normierung, noch durch den Spruch eines ‚unbeteiligten’ und daher ‚unparteiischen’ Dritten entschieden werden können. [...] Den extremen Konfliktfall können daher nur die Beteiligten selbst unter sich ausmachen; namentlich kann jeder von ihnen nur selbst entscheiden, ob das Anderssein des Fremden im konkret vorliegenden Konfliktsfalle die Negation der eigenen Art Existenz bedeutet und deshalb abgewehrt oder bekämpft wird, um die eigene, seinsmäßige Art von Leben zu bewahren.“

Zum anderen hat sich Schmitt in seiner Schrift Völkerrechtliche Großraumordnung und Interventionsverbot für raumfremde Mächte massiv gegen jede Vorstellung eines Völkerbundes im Sinne gleichberechtigter Staaten als Organ einer fremden Einmischung gewandt und stattdessen eine Aufteilung der Welt aufgrund der faktischen Macht- und Interessensphären der Großmächte für angemessen erachtet.
Das Gefühl der Entfremdung im eigenen Leben, in dessen literarischen Gestaltungen häufig der Gegensatz von Fremde und Heimat leitend ist, ist von Karl Marx im Konzept der Entfremdeten Arbeit aufgegriffen und zu einem der zentralen Themen seiner Philosophie entwickelt worden.

## Gruppendynamik
Der Begriff der Fremde spielt unter anderem eine Rolle in der Gruppendynamik. Prinzipiell gibt es zunächst zwei Möglichkeiten, mit Fremdem umzugehen, wenn es neu auf einen zukommt.
- Positiv: Das Einbeziehen wird als Erweiterung der eigenen Fähigkeiten empfunden und eröffnet neue Möglichkeiten. Dieses Verhalten wird oft einfach als Lernen bezeichnet. Die Integration benötigt Eigenarbeit. Ist das Fremde grundlegend und mit Veränderungen des eigenen Verhaltens verbunden, kann damit eine vorübergehende Instabilität (Krise) während der Neuorientierung verbunden sein.
- Negativ: Das Fremde wird abgelehnt und ausgegrenzt. Eine solche Ausgrenzung verhindert grundlegend die Auseinandersetzung mit Neuem. Solange sich die interne Begegnung mit dem Fremden vermeiden lässt stärkt es eventuell das Bestehende.

Die Definition dessen, was in diesem Sinne fremd ist oder was vertraut ist, wird durch gesellschaftliche Meinungen bestimmt. Beide Möglichkeiten gehören zum normalen Repertoire des menschlichen Verhaltens. Eine Abwehr gegen grundlegend Fremdes (Neues) wird verstärkt, wenn das Fremde nicht nur auf einen selbst, sondern vor allem von der umgebenden Gruppe (der eigenen Kultur) Auswirkungen erfordert oder durch Andersartigkeit besonders exponiert ist. Dies kann zu einer Art von Gruppendruck führen.
In der Rechtswissenschaft ist eine Sache „fremd“, wenn sie zumindest im Eigentum eines anderen steht, also weder der handelnden Person alleine gehört noch herrenlos ist. Als Tatbestandsmerkmal spielt die Fremdheit einer Sache insbesondere im Strafrecht eine große Rolle (vgl. Diebstahl, Sachbeschädigung).
Im Nationalsozialismus wurden beispielsweise Juden als „Fremdvölkische“ oder „Artfremde“ verunglimpft und ausgegrenzt. Wie auch Sinti und Roma wurden sie dadurch zu Opfern eines Massen- und Völkermordes.

## Ethnologie
Die Ethnologie oder Völkerkunde beschäftigt sich klassischerweise mit dem Fremden (der Kultur) und den fremden Menschen. Fremdheit ist die Grundlage dieser Wissenschaftsdisziplin. Dabei wird seit mehreren Jahrzehnten nicht mehr unterlegt, dass das Fremde wie selbstverständlich vorliegt und als solches beschrieben und analysiert werden muss. Vielmehr wird das Fremde erst in Abgrenzungsprozessen vom Eigenen bestimmt.
Das Gefühl der Fremdheit kann durch den Ethnozentrismus, über den sich jede Ethnie definiert und von anderen Gruppen abgrenzt, entstehen. Es kann Abwehr im Sinn von Angst bis hin zur Aggressivität hervorrufen; allerdings je nach persönlicher oder sozialer Einstellung auch Zugewandtheit im Sinne von Interesse bis hin zur Sehnsucht (vgl. Xenophilie versus Xenophobie).
Die Ethnologie unterscheidet zwischen Alterität („übersetzbare“ Andersheit) und Alienität („radikale“ Andersheit). In erster Linie versucht die Ethnologie, das Fremde in Begriffe des Eigenen zu übersetzen, d. h. zu nostrifizieren. In diesem Sinne unterscheidet Schäffter vier Modi des Fremderlebens: Fremdheit als Resonanzboden des Eigenen, Fremdheit als Gegenbild, Fremdheit als Ergänzung, Fremdheit als Komplementarität. Damit riskiert man aber das „Rätsel des Fremden“ auszuschließen. Aus solcher Sichtweise aus der fremden Lebensform heraus kann manches zu sehen sein, das aus der eigenen Warte eventuell gar nicht zugänglich ist. Deswegen werden Fremdwahrnehmungen seltener als multikulturelles Nebeneinander begriffen, denn als transdifferente Durchdringung. Es wird analysiert, wie Differenzkonstruktionen in verschiedenen gesellschaftlichen Kontexten benutzt werden, etwa bei der Aufbereitung von Fremdheit in Museen oder in Tourismus-Materialien oder auch – zwecks Ausgrenzungen bestimmter Gruppen von Menschen – in der Innenpolitik und in medialer Berichterstattung.

## Soziologie
Bestrebungen einer Gesellschaft, fremde Kulturelemente zu „etwas Eigenem“ zu machen, sie zu akzeptieren, zu reinterpretieren und mit der Tradition zu etwas Neuem zu verschmelzen, werden als Indigenisierung bezeichnet.
Der Fremde bezeichnet neben einem Zugewanderten, Migranten oder Touristen seit Georg Simmels Exkurs über den Fremden auch eine Kategorie der Soziologie. Simmel erfasst die Kategorie des Fremden mit der Gleichzeitigkeit von Nähe und Ferne. Aufgrund dieser Gleichzeitigkeit und als Produkt davon werden dem Fremden Eigenschaften wie Beweglichkeit, Objektivität und ein abstraktes Wesen zugeschrieben, da den Betrachter nur Allgemeines mit dem Fremden verbindet. Im zwischenmenschlichen Verhältnis wird das Nicht-Gemeinsame betont und als etwas Typisiertes empfunden. Als klassisches Beispiel für den Fremden bezeichnet Simmel die Geschichte der europäischen Juden. Diese Sichtweise wurde mehrfach weiterentwickelt, in Deutschland zuletzt monographisch von Elke M. Geenen sowie von Andrea Wilden, die hierbei vor allem die Konstruiertheit von Fremdheit betrachtet.

## Recht
Im deutschsprachigen Recht werden Nichtzugehörige zu einer bestimmten sozialen Gruppe als „Fremde“ bezeichnet.
Beispiele:
- Wer in einem Staat die Staatsbürgerschaft nicht besitzt.[14]
- Wer nicht in einem bestimmten Betrieb beschäftigt ist, gilt als „Betriebsfremder“, in Kommentaren und Urteilen zu Fragen der Betriebsverfassung.
- Wer in einer Konfessionsschule nicht dem Bekenntnis angehört, dem die betreffende Schule verpflichtet ist, gilt nach der in Niedersachsen geltenden Bekenntnisschulen-Aufnahmeverordnung als „bekenntnisfremd“.[15]